# Luiz Carlos Niño
Luiz Carlos Niño, nome artístico de Luiz Carlos Mendonça Niño (Rio de Janeiro, 27 de maio de 1965 — Rio de Janeiro, 1 de junho de 2005), foi um ator brasileiro.

## Biografia
Nasceu em 1965. Filho da atriz Ilva Niño e de Luiz Mendonça. Seus principais trabalhos na TV foram nas novelas Corpo Santo (1987), Te Contei? (1978) e O Astro (1977). Também em 1977, participou do Sítio do Picapau Amarelo como o personagem Faharouquinho, na Rede Globo. No cinema, atuou em  filmes  como Amor e Traição e Sábado Alucinante. Morreu de cirrose em 2005 no Rio de Janeiro.

## Televisão
- 1971- Caso Especial - episódio: Pais e Filhos
- 1972/1975 - A Grande Família
- 1974 -  O Rebu
- 1975 - Roque Santeiro (versão censurada) filho do Zé das Medalhas
- 1977 - O Astro - Alan Quintanilha (criança)
- 1977 - Sítio do Picapau Amarelo - Faharouquinho
- 1978 - Ciranda Cirandinha
- 1978 - Te Contei? - Zito
- 1982 - Caso Verdade
- 1983 - Eu Prometo - Gamizé
- 1987 - Corpo Santo - Juliano Queirós

## Cinema
- 1974 - Amor e Traição
- 1975 - Lição de Amor
- 1979 - Sábado Alucinante
- 1980 - Cabaret Mineiro

## Teatro
- 1969 - O Mistério no Zoológico (Teatro) - Arnaldo, o Urso
- 1976 - Cancão de Fogo (Teatro)
- 1976 - 1976 - Ramon: O Filoteto Americano ‘leitura dramatizada’ (Teatro)
- 1979 - O Girassol Mágico (Teatro)
- 1979/1980 - Blue Jeans: Uma Peça Sórdida (Teatro)
- 1979/1980 - O Castelo das Sete Torres (Teatro)
- 1980 - Eu Chovo, Tu Choves, Ele Chove (Teatro)
- 1980 - Verdevida (Teatro)
- 1980/1981 - Blue Jeans: Uma Peça Sórdida (Teatro)
- 1981/1982 - Barreado (Teatro) - Juca
- 1982 - Adeus, Fadas e Bruxas (Teatro) - Direção e Cenário
- 1981 a 1983 - O Último Desejo
- 1983 - República dos Prazeres (Teatro)
- 1983/1984 - A Tocha na América (Teatro) - Atuação e Fig
- 1983/1984 - Eu Prometo TV Globo (Televisão) - Garnizé
- 1984 - Anarquias e Travessuras (Teatro) - Direção
- 1984 - Encouraçado Botequim (Teatro)
- 1984 - Romeu e Romeu (Teatro)
- 1984 - Telarañas (Teatro)
- 1985 - Cabaret Brasileiro (Teatro)
- 1985 - Com o Suor do Nosso Rosto (Teatro)
- 1985 - Criando: Uma Revista Musical (Teatro) - Direção
- 1986 - O Rei Mago (Teatro) - Baltazar
- 1986 - Teletema TV Globo: O Sequestro de Lauro Corona (Televisão) - Chico
- 1987 - Corpo Santo TV Manchete (Televisão) - Sérgio Matos
- 1987 - Irmão Grimm, Irmão Grimm (Teatro) - Irmão Grimm
- 1990/1993 - Homem de Muitas Mulheres (Teatro)
- 1994 - Da Lapinha ao Pastoril (Teatro) - Cenário
- 1995 - Os Sinos da Candelária (Teatro)
- 1995 - Torturas de Um Coração (Teatro) - Direção
- 1995 - Torturas de Um Coração (Teatro) - Direção
- 1996 - Os Reis do Improviso (Teatro)
- 1997 - Pipocas de Papiro (Teatro) - Direção
- 1997/1998 - Os Mistérios do Sexo (Teatro) - Direção
- 1999 - Rendez-Vous: Um Cabaret Carioca (Teatro) - Direção
- 2005 - Bordel da Humanidade (Teatro) - Direção e Autoria